# 韦斯特福特
韦斯特福特（荷蘭語：Westervoort，法語：[ˈʋɛstərˌvoːrt] ⓘ）是荷蘭海尔德兰省的一個市镇，位於荷蘭東部。韦斯特福特境內有兩條主要河流。該市镇也是荷蘭面積最小的市镇。

## 外部連結
- 维基共享资源上的相關多媒體資源：韦斯特福特
- 官方网站 （页面存档备份，存于）